# Ectromelia
L'ectromelìa (dal greco antico ἐκτροπή ektropē, deviazione, e μέλος mélos, arto) è una condizione congenita che consiste nell'assenza di uno o più arti. Può essere caratterizzata dalla mancata formazione delle ossa oppure dallo sviluppo di ossa troppo piccole.
Esempi di ectromelia sono rappresentati dall'amelia, micromelia, emimelia, focomelia e sirenomelia. È provocata dalla teratogenesi causata da radiazioni ionizzanti, infezioni virali o sostanze mutagene che agiscono durante la gravidanza (in particolar modo nel corso del periodo embrionale).
Il termine "ectromelia" viene usato anche per indicare una malattia virale, provocata da un virus appartenente alla famiglia dei Poxviridae, che colpisce i topi di laboratorio.